# Anthrax phaeopteralis
Anthrax phaeopteralis är en tvåvingeart som beskrevs av Hesse 1956. Anthrax phaeopteralis ingår i släktet Anthrax och familjen svävflugor. Inga underarter finns listade i Catalogue of Life.